# Bulbophyllum paucisetum
Bulbophyllum paucisetum là một loài phong lan thuộc chi Bulbophyllum.